# Gran Premio di superbike di Kyalami 2009
Il Gran Premio di Superbike di Kyalami 2009 è stata la sesta prova su quattordici del campionato mondiale Superbike 2009, è stato disputato il 17 maggio sul circuito di Kyalami e in gara 1 ha visto la vittoria di Noriyuki Haga davanti a Michel Fabrizio e Ben Spies, lo stesso pilota si è ripetuto anche in gara 2, davanti a Michel Fabrizio e Jonathan Rea.
La vittoria nella gara valevole per il campionato mondiale Supersport 2009 è stata ottenuta da Eugene Laverty.
Questa prova ha segnato il ritorno del campionato mondiale Superbike in Sudafrica dopo un'assenza che durava dal 2002.

## Risultati

### Gara 1

#### Arrivati al traguardo[4]
| Pos. | Nº  | Pilota           | Squadra                    | Motocicletta         | Giri | Tempo     | Griglia | Punti |
| ---- | --- | ---------------- | -------------------------- | -------------------- | ---- | --------- | ------- | ----- |
| 1º   | 41  | Noriyuki Haga    | Ducati Xerox               | Ducati 1098R         | 24   | 39:47.436 | 4º      | 25    |
| 2º   | 84  | Michel Fabrizio  | Ducati Xerox               | Ducati 1098R         | 24   | +0:00.950 | 2º      | 20    |
| 3º   | 19  | Ben Spies        | Yamaha WSB                 | Yamaha YZF R1        | 24   | +0:03.391 | 1º      | 16    |
| 4º   | 65  | Jonathan Rea     | HANNspree Ten Kate Honda   | Honda CBR1000RR      | 24   | +0:08.914 | 5º      | 13    |
| 5º   | 3   | Max Biaggi       | Aprilia Racing             | Aprilia RSV4 Factory | 24   | +0:09.019 | 3º      | 11    |
| 6º   | 7   | Carlos Checa     | HANNspree Ten Kate Honda   | Honda CBR1000RR      | 24   | +0:14.812 | 7º      | 10    |
| 7º   | 56  | Shin'ya Nakano   | Aprilia Racing             | Aprilia RSV4 Factory | 24   | +0:14.971 | 9º      | 9     |
| 8º   | 71  | Yukio Kagayama   | Suzuki Alstare BRUX        | Suzuki GSX-R 1000 K9 | 24   | +0:15.723 | 13º     | 8     |
| 9º   | 67  | Shane Byrne      | Sterilgarda                | Ducati 1098R         | 24   | +0:21.529 | 14º     | 7     |
| 10º  | 66  | Tom Sykes        | Yamaha WSB                 | Yamaha YZF R1        | 24   | +0:21.795 | 8º      | 6     |
| 11º  | 36  | Gregorio Lavilla | Guandalini Racing          | Ducati 1098R         | 24   | +0:29.872 | 16º     | 5     |
| 12º  | 9   | Ryūichi Kiyonari | Ten Kate Honda Racing      | Honda CBR1000RR      | 24   | +0:34.216 | 12º     | 4     |
| 13º  | 132 | Sheridan Morais  | Kawasaki World Superbike   | Kawasaki ZX 10R      | 24   | +0:34.275 | 11º     | 3     |
| 14º  | 96  | Jakub Smrž       | Guandalini Racing          | Ducati 1098R         | 24   | +0:38.280 | 6º      | 2     |
| 15º  | 23  | Broc Parkes      | Kawasaki World Superbike   | Kawasaki ZX 10R      | 24   | +0:40.885 | 17º     | 1     |
| 16º  | 10  | Fonsi Nieto      | Suzuki Alstare BRUX        | Suzuki GSX-R 1000 K9 | 24   | +0:44.841 | 21º     |       |
| 17º  | 99  | Luca Scassa      | Team Pedercini             | Kawasaki ZX 10R      | 24   | +0:49.075 | 18º     |       |
| 18º  | 31  | Karl Muggeridge  | Celani Race                | Suzuki GSX-R 1000 K9 | 24   | +0:49.702 | 22º     |       |
| 19º  | 33  | Tommy Hill       | Honda Althea Racing        | Honda CBR1000RR      | 24   | +0:50.065 | 20º     |       |
| 20º  | 25  | David Salom      | Team Pedercini             | Kawasaki ZX 10R      | 24   | +0:50.391 | 19º     |       |
| 21º  | 49  | Shaun Whyte      | Yamaha France GMT 94 Ipone | Yamaha YZF R1        | 23   | +1 giro   | 24º     |       |
| 22º  | 17  | Steve Martin     | BMW Motorrad Motorsport    | BMW S1000 RR         | 22   | +2 giri   | 23º     |       |

#### Ritirati
| Nº  | Pilota      | Squadra                 | Motocicletta    | Giri | Griglia |
| --- | ----------- | ----------------------- | --------------- | ---- | ------- |
| 91  | Leon Haslam | Stiggy Racing Honda     | Honda CBR1000RR | 14   | 10º     |
| 111 | Rubén Xaus  | BMW Motorrad Motorsport | BMW S1000 RR    | 1    | 15º     |

### Gara 2

#### Arrivati al traguardo[5]
| Pos. | Nº  | Pilota           | Squadra                    | Motocicletta         | Giri | Tempo     | Griglia | Punti |
| ---- | --- | ---------------- | -------------------------- | -------------------- | ---- | --------- | ------- | ----- |
| 1º   | 41  | Noriyuki Haga    | Ducati Xerox               | Ducati 1098R         | 24   | 39:45.027 | 4º      | 25    |
| 2º   | 84  | Michel Fabrizio  | Ducati Xerox               | Ducati 1098R         | 24   | +0:00.322 | 2º      | 20    |
| 3º   | 65  | Jonathan Rea     | HANNspree Ten Kate Honda   | Honda CBR1000RR      | 24   | +0:08.936 | 5º      | 16    |
| 4º   | 91  | Leon Haslam      | Stiggy Racing Honda        | Honda CBR1000RR      | 24   | +0:10.561 | 10º     | 13    |
| 5º   | 3   | Max Biaggi       | Aprilia Racing             | Aprilia RSV4 Factory | 24   | +0:10.767 | 3º      | 11    |
| 6º   | 7   | Carlos Checa     | HANNspree Ten Kate Honda   | Honda CBR1000RR      | 24   | +0:12.413 | 7º      | 10    |
| 7º   | 56  | Shin'ya Nakano   | Aprilia Racing             | Aprilia RSV4 Factory | 24   | +0:12.616 | 9º      | 9     |
| 8º   | 71  | Yukio Kagayama   | Suzuki Alstare BRUX        | Suzuki GSX-R 1000 K9 | 24   | +0:14.878 | 13º     | 8     |
| 9º   | 66  | Tom Sykes        | Yamaha WSB                 | Yamaha YZF R1        | 24   | +0:16.225 | 8º      | 7     |
| 10º  | 96  | Jakub Smrž       | Guandalini Racing          | Ducati 1098R         | 24   | +0:18.197 | 6º      | 6     |
| 11º  | 132 | Sheridan Morais  | Kawasaki World Superbike   | Kawasaki ZX 10R      | 24   | +0:20.629 | 11º     | 5     |
| 12º  | 36  | Gregorio Lavilla | Guandalini Racing          | Ducati 1098R         | 24   | +0:24.320 | 16º     | 4     |
| 13º  | 9   | Ryūichi Kiyonari | Ten Kate Honda Racing      | Honda CBR1000RR      | 24   | +0:24.564 | 12º     | 3     |
| 14º  | 23  | Broc Parkes      | Kawasaki World Superbike   | Kawasaki ZX 10R      | 24   | +0:38.747 | 17º     | 2     |
| 15º  | 10  | Fonsi Nieto      | Suzuki Alstare BRUX        | Suzuki GSX-R 1000 K9 | 24   | +0:50.045 | 21º     | 1     |
| 16º  | 25  | David Salom      | Team Pedercini             | Kawasaki ZX 10R      | 24   | +0:57.999 | 19º     |       |
| 17º  | 33  | Tommy Hill       | Honda Althea Racing        | Honda CBR1000RR      | 24   | +1:05.973 | 20º     |       |
| 18º  | 17  | Steve Martin     | BMW Motorrad Motorsport    | BMW S1000 RR         | 24   | +1:28.685 | 23º     |       |
| 19º  | 49  | Shaun Whyte      | Yamaha France GMT 94 Ipone | Yamaha YZF R1        | 23   | +1 giro   | 24º     |       |

#### Ritirati
| Nº  | Pilota          | Squadra                 | Motocicletta         | Giri | Griglia |
| --- | --------------- | ----------------------- | -------------------- | ---- | ------- |
| 99  | Luca Scassa     | Team Pedercini          | Kawasaki ZX 10R      | 14   | 18º     |
| 67  | Shane Byrne     | Sterilgarda             | Ducati 1098R         | 7    | 14º     |
| 19  | Ben Spies       | Yamaha WSB              | Yamaha YZF R1        | 2    | 1º      |
| 111 | Rubén Xaus      | BMW Motorrad Motorsport | BMW S1000 RR         | 2    | 15º     |
| 31  | Karl Muggeridge | Celani Race             | Suzuki GSX-R 1000 K9 | 1    | 22º     |

### Supersport

#### Arrivati al traguardo[3]
| Pos. | Nº  | Pilota             | Squadra                    | Motocicletta        | Giri | Tempo     | Griglia | Punti |
| ---- | --- | ------------------ | -------------------------- | ------------------- | ---- | --------- | ------- | ----- |
| 1º   | 50  | Eugene Laverty     | Parkalgar Honda            | Honda CBR600RR      | 23   | 39:06.061 | 3º      | 25    |
| 2º   | 35  | Cal Crutchlow      | Yamaha World Supersport    | Yamaha YZF R6       | 23   | + 2.546   | 1º      | 20    |
| 3º   | 8   | Mark Aitchison     | Honda Althea Racing        | Honda CBR600RR      | 23   | + 17.358  | 8º      | 16    |
| 4º   | 26  | Joan Lascorz       | Kawasaki Motocard.com      | Kawasaki ZX-6R      | 23   | + 17.454  | 5º      | 13    |
| 5º   | 54  | Kenan Sofuoğlu     | HANNspree Ten Kate Honda   | Honda CBR600RR      | 23   | + 18.221  | 2º      | 11    |
| 6º   | 1   | Andrew Pitt        | HANNspree Ten Kate Honda   | Honda CBR600RR      | 23   | + 20.561  | 4º      | 10    |
| 7º   | 24  | Garry McCoy        | ParkinGO Triumph BE1       | Triumph Daytona 675 | 23   | + 33.141  | 12º     | 9     |
| 8º   | 13  | Anthony West       | Stiggy Racing Honda        | Honda CBR600RR      | 23   | + 37.326  | 16º     | 8     |
| 9º   | 51  | Michele Pirro      | Yamaha Lorenzini by Leoni  | Yamaha YZF R6       | 23   | + 37.728  | 6º      | 7     |
| 10º  | 14  | Matthieu Lagrive   | Honda Althea Racing        | Honda CBR600RR      | 23   | + 37.939  | 13º     | 6     |
| 11º  | 25  | Michael Laverty    | Veidec Racing RES Software | Honda CBR600RR      | 23   | + 38.782  | 19º     | 5     |
| 12º  | 55  | Massimo Roccoli    | Intermoto Czech            | Honda CBR600RR      | 23   | + 39.198  | 11º     | 4     |
| 13º  | 21  | Katsuaki Fujiwara  | Kawasaki Motocard.com      | Kawasaki ZX-6R      | 23   | + 40.386  | 10º     | 3     |
| 14º  | 5   | Doni Tata Pradita  | YZF Yamaha                 | Yamaha YZF R6       | 23   | + 46.386  | 14º     | 2     |
| 15º  | 9   | Danilo Dell'Omo    | Kuja Racing                | Honda CBR600RR      | 23   | + 46.794  | 15º     | 1     |
| 16º  | 117 | Miguel Praia       | Parkalgar Honda            | Honda CBR600RR      | 23   | + 53.911  | 17º     |       |
| 17º  | 105 | Gianluca Vizziello | Stiggy Racing Honda        | Honda CBR600RR      | 23   | +1:01.698 | 20º     |       |
| 18º  | 83  | Russell Holland    | Echo CRS Grand Prix        | Honda CBR600RR      | 23   | +1:11.042 | 18º     |       |
| 19º  | 28  | Arie Vos           | Veidec Racing RES Software | Honda CBR600RR      | 23   | +1:11.420 | 23º     |       |
| 20º  | 32  | Fabrizio Lai       | Echo CRS Grand Prix        | Honda CBR600RR      | 23   | +1:22.793 | 25º     |       |
| 21º  | 86  | Robert Portman     | EmTek Racing Kawasaki      | Kawasaki ZX-6R      | 23   | +1:24.191 | 24º     |       |
| 22º  | 88  | Yannick Guerra     | Holiday Gym Racing         | Yamaha YZF R6       | 23   | +1:24.481 | 28º     |       |

#### Ritirati
| Nº | Pilota            | Squadra                    | Motocicletta        | Giri | Griglia |
| -- | ----------------- | -------------------------- | ------------------- | ---- | ------- |
| 69 | Gianluca Nannelli | ParkinGO Triumph BE1       | Triumph Daytona 675 | 19   | 9º      |
| 99 | Fabien Foret      | Yamaha World Supersport    | Yamaha YZF R6       | 18   | 7º      |
| 53 | Alessandro Polita | Hoegee Suzuki              | Suzuki GSX-R600     | 11   | 22º     |
| 30 | Jesco Günther     | RES Software Veidec Racing | Honda CBR600RR      | 6    | 27º     |
| 77 | Barry Veneman     | Hoegee Suzuki              | Suzuki GSX-R600     | 4    | 21º     |